# Dendrobium eximium
Dendrobium eximium Schltr., 1906 è una pianta della famiglia delle Orchidacee, endemica della Nuova Guinea.

## Descrizione
D. eximium è un'orchidea di media taglia, epifita che cresce su alberi coperti di muschio. Ha fusti dotati di cinque nodi e due foglie apicali oblunghe e grandi. Fiorisce due volte, in primavera e poi in autunno con infiorescenze a racemo di alte fino a 20 centimetri, che partono dall'ultimo nodo sotto le foglie. I fiori sono grandi e molto appariscenti, fino a 8 centimetri di grandezza.

## Distribuzione e habitat
D. eximium è un'orchidea originaria della Nuova Guinea dove cresce epifita in foreste poste da 400 a 600 metri sul livello del mare.

## Coltivazione
Questa specie richiede una leggera diminuzione di acqua e fertilizzante in inverno, ma non va lasciata asciugare completamente. Innaffiature e concimazioni vanno riprese a primavera.